# Cheiracanthium sambii
Cheiracanthium sambii is een spinnensoort uit de familie Cheiracanthiidae.
De wetenschappelijke naam van de soort werd in 1991 gepubliceerd door Patel & T.S. Reddy.